# Aplagiognathus
Aplagiognathus is een kevergeslacht uit de familie van de boktorren (Cerambycidae). De wetenschappelijke naam van het geslacht werd voor het eerst geldig gepubliceerd in 1861 door Thomson.

## Soorten
Aplagiognathus omvat de volgende soorten:
- Aplagiognathus hybostoma Bates, 1879
- Aplagiognathus spinosus (Newman, 1840)